# Mr. Brightside
"Mr. Brightside" é uma música composta e tocada pela banda norte-americana de rock The Killers. A música faz parte do álbum de estréia da banda, Hot Fuss, de 2004.
Três videoclipes foram feitos para "Mr. Brightside". O primeiro é simplesmente um vídeo em preto e branco da banda tocando a música, intercalado com algumas fotos de uma mulher. O segundo é inspirado no musical Moulin Rouge e foi dirigido por Sophie Muller e é o videoclipe mais conhecido. O terceiro foi feito em cooperação com a MTV2 e a NCSoft utilizando gráficos do MMORPG Lineage 2. Foi originalmente exibido no segmento da MTV2 "Video Mods" e atualmente é utilizado pela NCSoft para promover o jogo.
A música "Mr. Brightside" foi regravada também pelo McFly e, em um show, foi cantada pelo Fall Out Boys. Há também a versão da cantora Amy Macdonald.
O single de "Mr. Brightside" atingiu a primeira posição nas paradas musicais em diversos países. Ele alcançou a décima posição no Billboard Hot 100 e no Official UK Singles Chart. A música também foi indicada para o Grammy de 2006 para a Melhor Performance Pop por uma Dupla ou Grupo com Vocal, mas perdeu o prêmio para uma versão ao vivo de "This Love", do Maroon 5.
Cameron Diaz canta parte de "Mr. Brightside" em O Amor Não Tira Férias.[carece de fontes?]

## Faixas
CD Original de 2003 (UK)
1. "Mr. Brightside"
2. "Smile Like You Mean It"
3. "On Top"
4. "Who Let You Go?"

Re-lançamento no Reino Unido CD 1
1. "Mr. Brightside (radio edit)"
2. "Change Your Mind"

Re-lançamento no Reino Unido CD 2
1. "Mr. Brightside (Album Version)"
2. "Somebody Told Me (Insider Remix)"
3. "Midnight Show (SBN Live Session)"

Re-lançamento no Reino Unido Red 7"
1. "Mr. Brightside"
2. "Who Let You Go?"

7" Vinil Lançamento no Reino Unido
1. "Mr. Brightside (A)"
2. "Smile Like You Mean It (B)"

Lançamento nos Estados Unidos
1. "Mr. Brightside (versão do single)"

Edição Limitada - Austrália
1. "Mr. Brightside"
2. "Somebody Told Me (Josh Harris Remix)"
3. "Who Let You Go?"
4. "Mr. Brightside video"

Europa - 2005 Single
1. "Mr. Brightside"
2. "Somebody Told Me (Insider Remix)"

Europa - 2005 Maxi single
1. "Mr. Brightside"
2. "Somebody Told Me (Insider Remix)"
3. "Mr. Brightside (Jacques Lu Cont's Thin White Duke Mix)"

EUA - 12"
1. "Mr. Brightside (Jacques Lu Cont's Thin White Duke Remix)"
2. "Mr. Brightside (The Lindbergh Palace club Remix)"
3. "Mr. Brightside (Jacques Lu Cont's Thin White Duke Dub)"
4. "Mr. Brightside (The Lindbergh Palace Radio Remix)"
5. "Mr. Brightside (The Lindbergh Palace Dub)"
6. "Mr. Brightside (Original Version Video)"

## Paradas e certificações
"Mr. Brightside" entrou nas paradas americanas pela Billboard Hot 100 na 40ª posição em 12 de fevereiro de 2005, e chegou a alcançar a posição #10 em 11 de junho, tornando a banda numa nova sensação mainstream.
| Paradas (2004-05)                                 | Melhor posição |
| ------------------------------------------------- | -------------- |
| Alemanha (Media Control Charts)                   | 60             |
| Austrália (ARIA Charts)                           | 29             |
| Itália (FIMI)                                     | 40             |
| Nova Zelândia (RIANZ)                             | 15             |
| Reino Unido (UK Singles Chart)                    | 10             |
| Reino Unido (UK Indie Chart)                      | 1              |
| Estados Unidos (Billboard Hot 100)                | 10             |
| Estados Unidos (Billboard Hot Modern Rock Tracks) | 3              |
| Estados Unidos (Billboard Pop Songs)              | 10             |

| Paradas (2005)                     | Posição |
| ---------------------------------- | ------- |
| Estados Unidos (Billboard Hot 100) | 16      |

| Paradas (2009)                 | Posição |
| ------------------------------ | ------- |
| Reino Unido (UK Singles Chart) | 180     |

| País           | Certificação | Vendas     |
| -------------- | ------------ | ---------- |
| Austrália      | 11× Platina  | 770 000+   |
| Brasil         | Ouro         | 50 000+    |
| Nova Zelândia  | Ouro         | 7 500+     |
| Reino Unido    | 6× Platina   | 3 520 000+ |
| Estados Unidos | 2× Platina   | 2 000 000+ |